# 弗里波特 (加利福尼亞州)
弗里波特（英語：Freeport）是位於美國加利福尼亞州薩克拉門托縣的一個人口普查指定地區。

## 地理
弗里波特的座標為38°27′43″N 121°30′06″W / 38.46194°N 121.50167°W，而該地最高點為海拔高度5.5米（即18英尺）。

## 人口
根據2010年美國人口普查的數據，弗里波特的面積為0.115平方千米，當中陸地面積為0.115平方千米，而水域面積為0.000平方千米。當地共有人口38人，而人口密度為每平方千米330人。